# Теореми Силова
В теорії груп, теореми Силова стверджують про існування підгруп певного порядку, визначають їх властивості. Теореми доведені норвезьким математиком Силовом в 1872 р.

## Визначення
Нехай {\displaystyle G} — скінченна група, а {\displaystyle p} — просте число, що ділить порядок {\displaystyle G}. Підгрупи порядку {\displaystyle p^{t}} називаються {\displaystyle p}-підгрупами.
Нехай маємо {\displaystyle |G|=p^{n}s}, де {\displaystyle s} не ділиться на {\displaystyle p}.
Тоді  {\displaystyle p}-підгрупою Силова називається підгрупа {\displaystyle G}, що має порядок {\displaystyle p^{n}}.

## Твердження теорем
Нехай {\displaystyle G} — скінченна група. Тоді:
- {\displaystyle p}-підгрупа Силова існує.
- Будь-яка {\displaystyle p}-підгрупа міститься в деякій {\displaystyle p}-підгрупі Силова. Всі {\displaystyle p}-підгрупи Силова спряжені (тобто кожну можна представити в виді {\displaystyle gPg^{-1}}, де {\displaystyle g} — елемент групи, а {\displaystyle P} — підгрупа Силова із теореми 1).
- Кількість {\displaystyle p}-підгруп Силова рівне одиниці за модулем {\displaystyle p} {\displaystyle N_{p}\equiv 1{\pmod {p}}} і ділить порядок {\displaystyle G}.

## Доведення
1. Спершу доведемо, що {\displaystyle {p^{k}m \choose p^{k}}\equiv m{\pmod {p}}}
Справді здійснюючи обчислення за модулем p отримуємо:
{\displaystyle (X+1)^{p^{r}}\equiv X^{p^{r}}+1^{p^{r}}=X^{p^{r}}+1{\pmod {p}}}
Піднісши обі частини до степеня m маємо:
{\displaystyle (X+1)^{p^{r}m}\equiv (X^{p^{r}}+1)^{m}{\pmod {p}}}
В лівій частині коефіцієнт біля {\displaystyle X^{p^{r}}} рівний {\displaystyle {p^{k}m \choose p^{k}},} а в правій m, що й доводить твердження .
Як наслідок маємо, що {\displaystyle {p^{k}m \choose p^{k}}} не ділиться на p, якщо на p не ділиться число m.
Нехай |G| = pkm, і Ω позначає множину підмножин G потужності pk. Тоді маємо:
{\displaystyle |\Omega |={p^{k}m \choose p^{k}}\mathrm {.} }
Розглянемо дію G на множині Ω, що полягає у лівому множенні.
Тоді
{\displaystyle |\Omega |=\sum _{[o],\ o\in \Omega }|Go|\mathrm {.} }
де сума береться по всіх орбітах множини Ω. Зрозуміло, що кількість елементів принаймні однієї з цих орбіт не ділиться на p, оскільки на p не ділиться кількість елементів множини Ω, що випливає з доведеного вище. Нехай S  — один з елементів цієї орбіти і P його стабілізатор. Тоді для величини орбіти маємо:
{\displaystyle [G:P]={\frac {|G|}{|P|}}={\frac {p^{r}m}{|P|}}}
Для того, щоб це число не ділилося на p необхідно {\displaystyle p^{r}||P|} і як наслідок pr ≤ |P|. З іншої сторони для будь-якого {\displaystyle x\in S} маємо відображення [g ↦ gx] ' ін'єктивним відображенням P в S (дане відображення є відображенням в S, оскільки P є стабілізатором S). Відповідно  |P|≤pr і, поєднуючи дві нерівності одержимо  |P|= pr '

2. Нехай H — довільна p-підгрупа G. Розглянем її дію на множині правих класів суміжності G/P лівими зсувами, де P — p-підгрупа Силова. Кількість елементів довільної нетривіальної орбіти повинно ділитися на p. Але |G/P| не ділиться на p, відповідно у дії є нерухома точка gP. Тому {\displaystyle \forall h\in H\quad hga=ga',\quad a,a'\in P}, а значить, {\displaystyle h=ga'a^{-1}g^{-1}\in gPg^{-1}}, тобто H є підгрупою деякої p-підгрупи Силова.
Якщо ж H — сама є p-підгрупою Силова, то вона спряжена з P.
3. Кількість p-підгруп Силова рівна [G: NG(P)] і, відповідно, ділить |G|. З попереднього маємо, що множина p-підгруп Силова рівна X = {gPg-1}. Розглянемо дію P на X спряженнями. Нехай H із X — деяка нерухома точка. Тоді P і H належать нормалізатору підгрупи H і при цьому спряжені в NG(H) як p-підгрупи Силова. Але H нормальна в своєму нормалізаторі, тому H = P и єдиною нерухомою точкою дії є P. Оскільки порядки всіх нетривіальних орбіт кратні p, одержуємо {\displaystyle N_{p}\equiv 1{\pmod {p}}}.

### Українською
- Гаврилків В. М. Елементи теорії груп та теорії кілець. — І.-Ф.  : Голіней, 2023. — 153 с.
- Ганюшкін О. Г., Безущак О. О. Теорія груп: Навчальний посібник для студентів механіко–математичного факультету. — Київ : ВПЦ "Київський університет", 2005.(укр.)

### Іншими мовами
- Винберг Э. Б. Курс алгебри. — 4-е изд. — Москва : МЦНМО, 2011. — 592 с. — ISBN 978-5-94057-685-3.(рос.)

- Курош А. Г. Теория групп. — 3-е изд. — Москва : Наука, 1967. — 648 с. — ISBN 5-8114-0616-9.(рос.)
- А. И. Кострикин. Введение в алгебру, III часть. М.: Физматлит, 2001.
- Джозеф Ротман[en]. An Introduction to the Theory of Groups. — 4th. — Springer (Graduate Texts in Mathematics), 1994. — 532 с. — ISBN 978-0387942858.(англ.)